# Kutiyattam

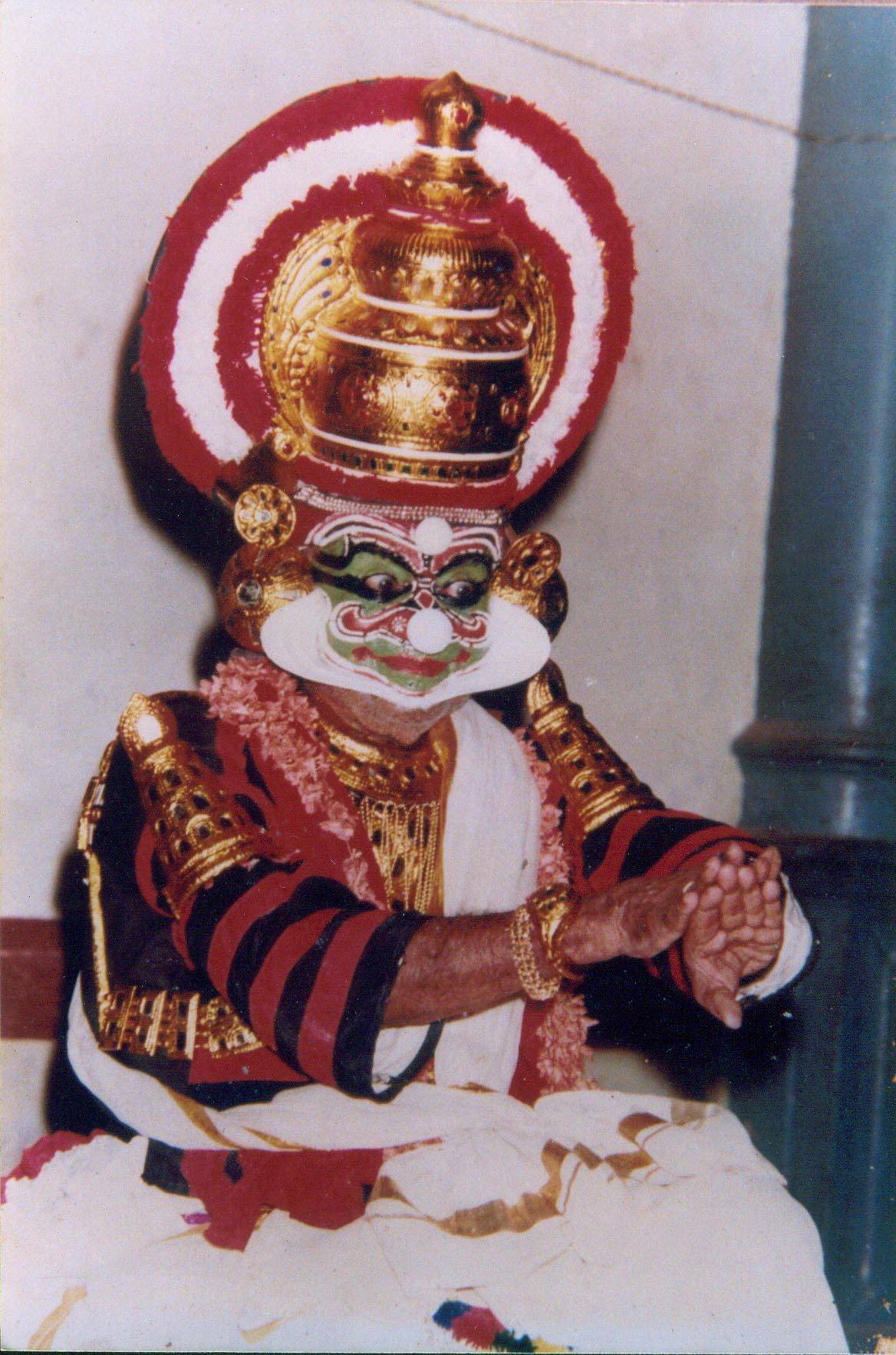
Ravana

Kutiyattam is de oudste theatrale traditie van India. Het is van oorsprong sanskriet en is te vinden in Kerala. Kutiyattam is in 2001 geplaatst op de Lijst van Meesterwerken van het Orale en Immateriële Erfgoed van de Mensheid.

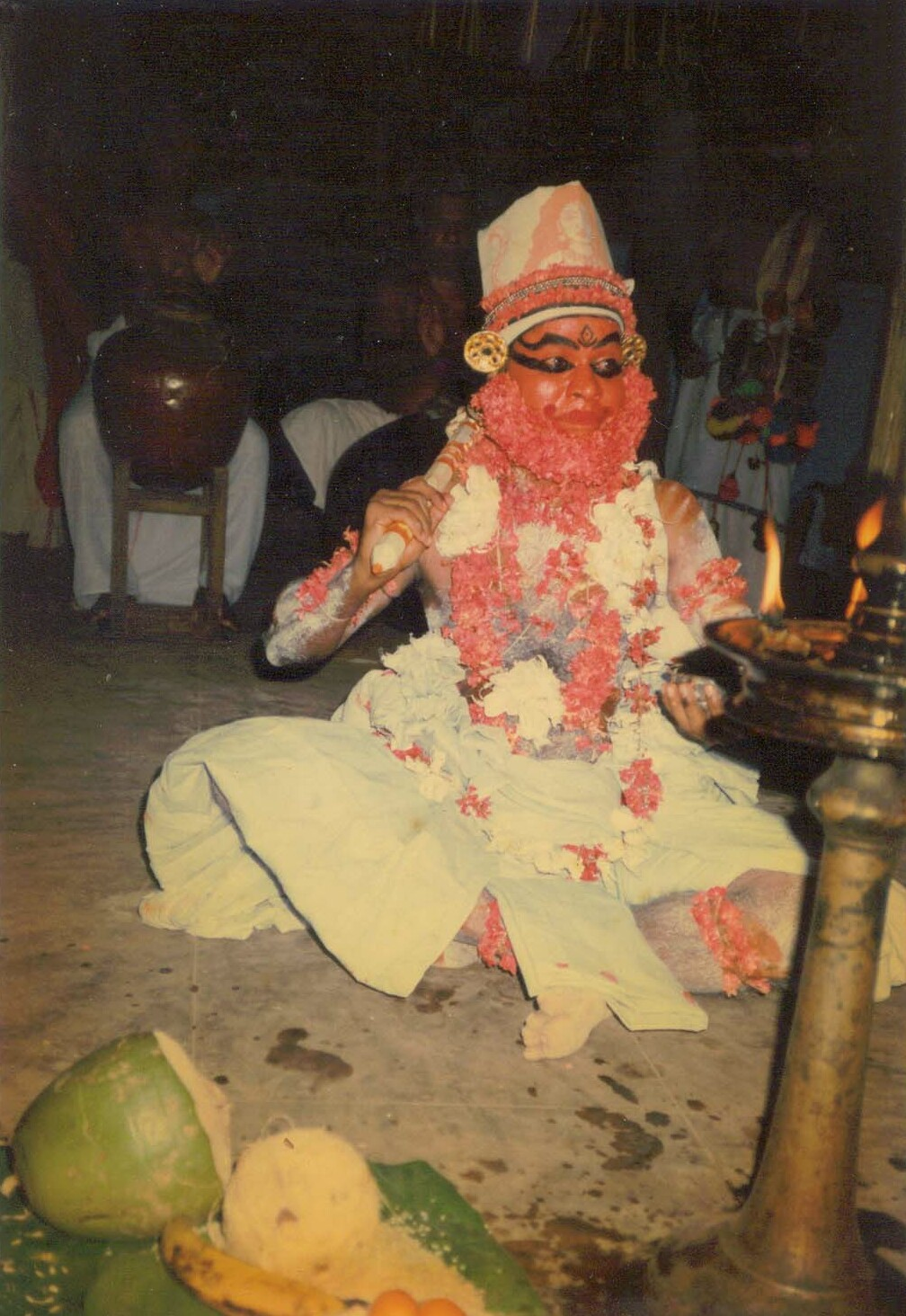
Brandende olielamp tijdens Kutiyattam

Kutiyattam wordt uitgevoerd in Kuttampalams, theaters in hindoeïstische tempels. De traditie gaat minstens 2000 jaar terug in de tijd. Oorspronkelijk was de traditie heilig en goed-gecontroleerd. Kutiyattam gebruikt vele mudra's.
Kutiyattam is nu beter toegankelijk, maar spirituele elementen blijven. Acteurs worden gezuiverd en een olielamp brandt constant tijdens voorstellingen, dit symboliseert de goddelijke aanwezigheid. Technieken zijn zeer gestileerd en worden beheerst door strenge regels die tot voor kort, gecodificeerd in handboeken, geheimgehouden werden door specifieke gezinnen.